# Acueducto de Tepotzotlán
El acueducto de Tepotzotlán, conocido también como arcos de Xalpa o arcos del sitio, es una monumental obra levantada en la época virreinal a principios del siglo XVIII, por la comunidad jesuita que se ubicaba en el cercano Colegio de San Francisco Xavier (hoy Museo Nacional del Virreinato), en el poblado de Tepotzotlán, Estado de México. La obra llevaba el agua desde la sierra de Tepotzotlán hasta la hacienda de Xalpa. Debido a la expulsión de la orden en 1767, la obra quedó inconclusa, pero se retomaron los trabajos a mediados del siglo XIX.
Durante su trayecto, atraviesa una cañada, en donde alcanza una profundidad de 62 metros de altura y levantan la obra cuatro niveles de arcos. La longitud total de esta obra es de 430 metros.
Actualmente en la zona se estableció un parque ecoturístico, que ofrece algunas actividades recreativas. La época arquitectónica es el Barroco.

## Galería

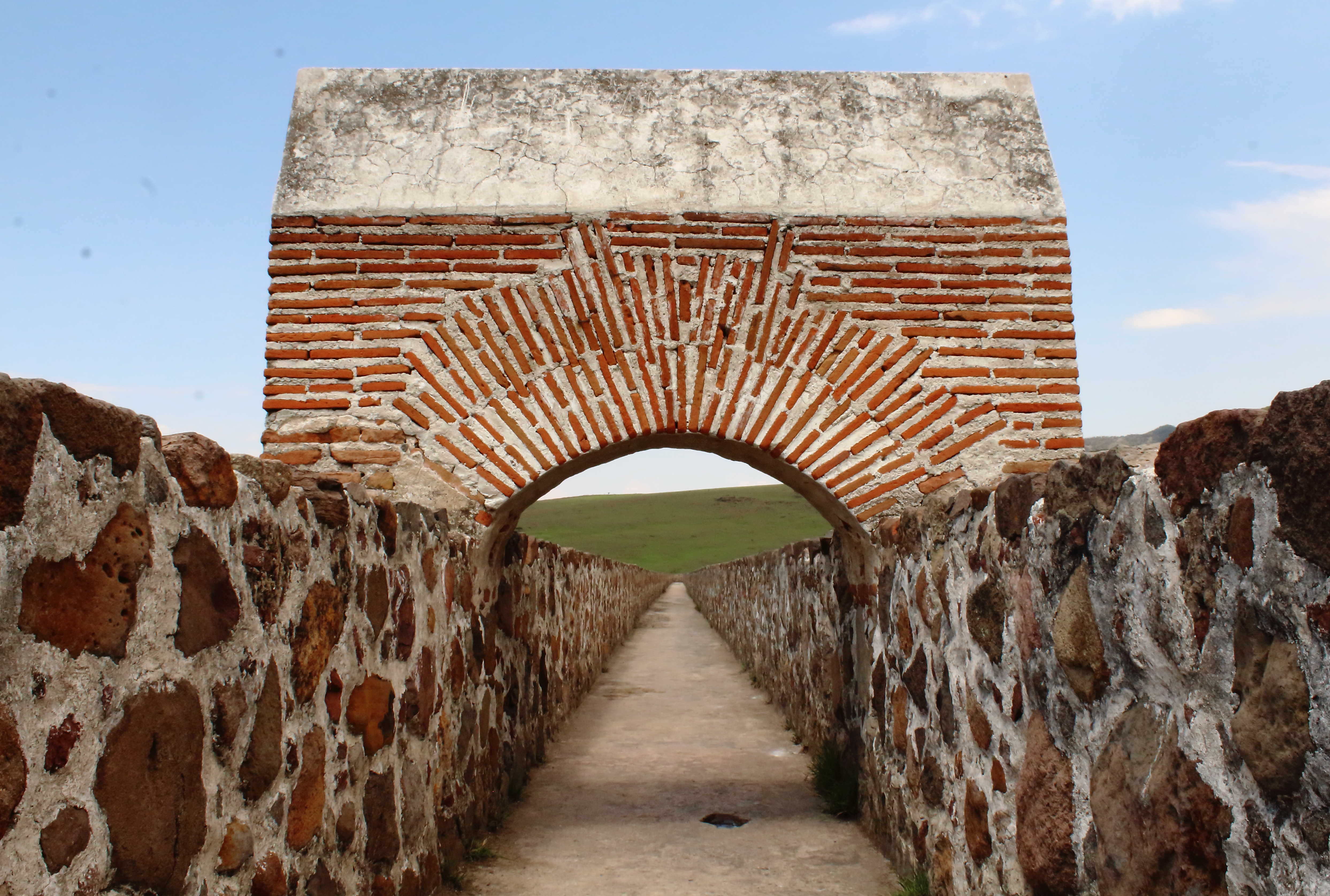
Vista al inicio del acueducto.
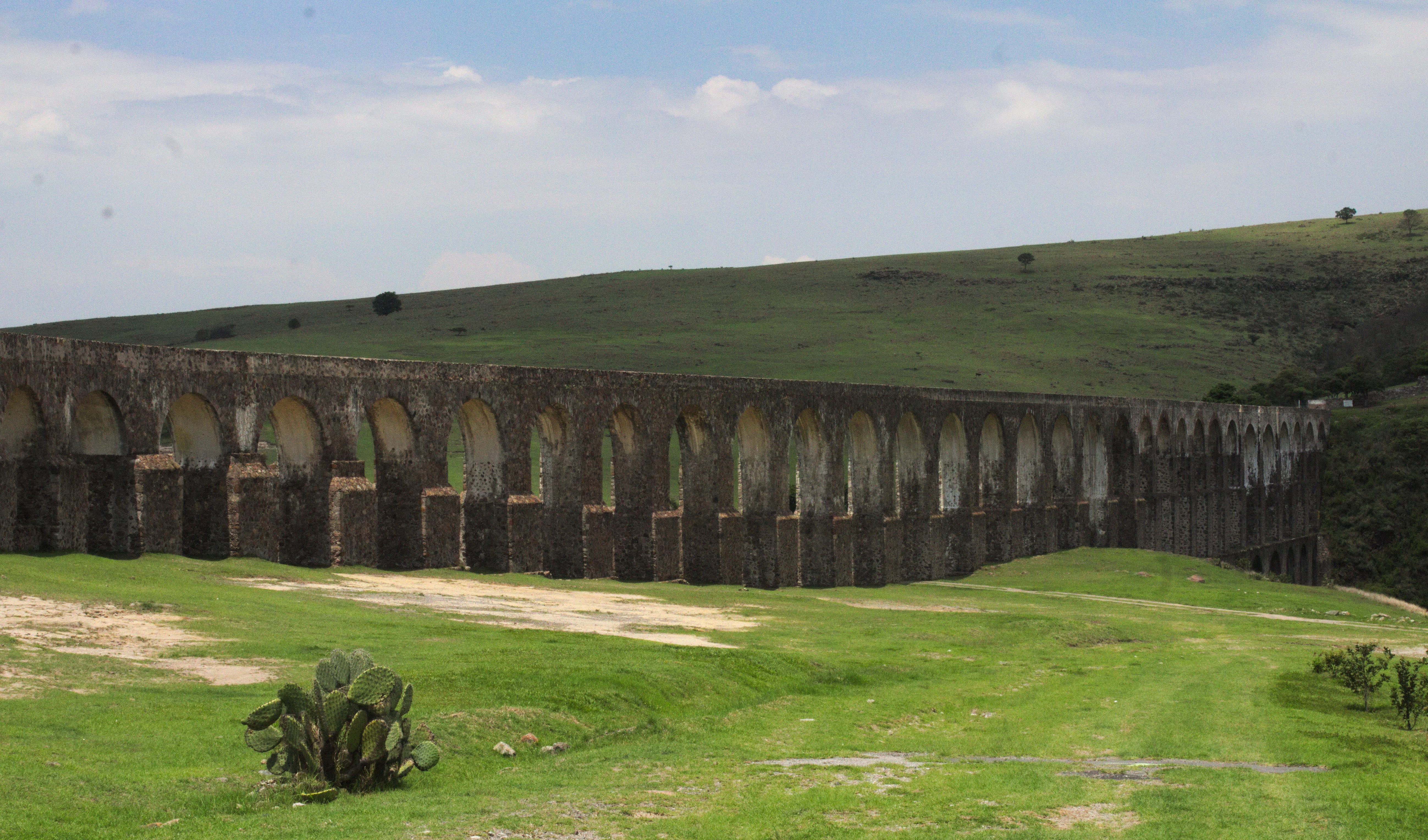
Vista lateral del acueducto.